# پیرلوئیجی چیکا
پیرلوئیجی چیکا (انگلیسی: Pierluigi Chicca; ۲۲ دسامبر ۱۹۳۷ – ۱۸ ژوئن ۲۰۱۷) ورزشکار شمشیربازی اهل ایتالیا بود.
وی در مسابقات کشوری و بین‌المللی در مجموع برندهٔ ۳ مدال نقره، ۱ مدال برنز شده‌است.